# Besmont
Besmont település Franciaországban, Aisne megyében. Lakosainak száma 137 fő (2022. január 1.). Besmont Beaumé, Bucilly, Coingt, Iviers, Jeantes és Martigny községekkel határos.

## Népesség
A település népességének változása:
| Lakosok száma | 216  | 158  | 165  | 148  | 161  | 160  | 152  | 149  | 147  | 137  |
|               | 1968 | 1982 | 1990 | 2006 | 2013 | 2015 | 2017 | 2019 | 2020 | 2022 |